# Naff
Naff (zapis stylizowany: NaFF) – indonezyjski zespół muzyczny założony w 1998 roku.
Obecnie (2019) w skład grupy wchodzi czterech muzyków: Hatna Danarda (Arda), Andri Kurniawan, Odeu Wijaya, Hilal Hamzah. W 2011 r. zespół opuścił wokalista Rusyaedi Makmun (Adi). Z Naff związany był też gitarzysta Dedi Ginanjar Raksawardana.
Wśród przebojów, które wylansowali, są takie utwory jak „Akhirnya Ku Menemukanmu”, „Terendap Laraku” czy „Kau Masih Kekasih”. Ich pierwszy album pt. Terlahir został wydany w 2000 r.

## Dyskografia
- Terlahir (2000)
- Terbang Tinggi (2001)
- Naff (2003)
- Isyarat Hati (2006)
- Ost.Coklat Stroberi (2007)
- Rahasia Hati (2008)
- Senandung Hati dan Jiwa (2009)
- Chapter 07 (New Beginning) (2011)
- Redup Terang (2021)